# Christian Wagner (Filmeditor)
Christian Adam „Chris“ Wagner (* vor 1985) ist ein US-amerikanischer Filmeditor.

## Leben
Wagner kam schon als Kind mit der Filmbranche in Berührung, da sein Vater Raymond Wagner in den 1970er Jahren Vice President von Metro-Goldwyn-Mayer und später als unabhängiger Produzent tätig war. Christian Wagner begann seine Laufbahn als Schnittassistent Mitte der 1980er Jahre. 1988 arbeitete er bei Hero erstmals als eigenständiger Editor. Seither wirkte er an mehr als zwei Dutzend Filmproduktionen mit, die überwiegende Mehrzahl davon sind Actionfilme.
Mit seiner Arbeit an James Bond 007 – Stirb an einem anderen Tag war Wagner der erste amerikanische Filmeditor eines James-Bond-Films. Seit Mitte der 1990er Jahre arbeitete er bei mehreren Produktionen mit dem Regisseur Tony Scott zusammen. Ab 2009 war er an fünf Teilen der Fast-&-Furious-Filmreihe beteiligt.
Für den Schnitt von Mission: Impossible II waren er und sein Kollege Steven Kemper für den Golden Satellite Award nominiert. Für Fast & Furious Five folgte 2012 eine Nominierung für den Saturn Award.
2017 wurde er in die Academy of Motion Picture Arts and Sciences (AMPAS) aufgenommen, die jährlich die Oscars vergibt.
Wagner war von 2006 bis 2008 mit Nicole Muirbrook verheiratet.

## Filmografie
- 1988: Hero (Hero and the Terror)
- 1993: True Romance
- 1994: Chasers – Zu sexy für den Knast (Chasers)
- 1995: Bad Boys – Harte Jungs (Bad Boys)
- 1995: Fair Game
- 1996: The Fan
- 1997: Im Körper des Feindes (Face Off)
- 1998: Verhandlungssache (The Negotiator)
- 2000: Mission: Impossible II
- 2001: Spy Game – Der finale Countdown (Spy Game)
- 2002: James Bond 007 – Stirb an einem anderen Tag (Die Another Day)
- 2004: Mann unter Feuer (Man on Fire)
- 2005: Amityville Horror – Eine wahre Geschichte (The Amityville Horror)
- 2005: Die Insel (The Island)
- 2005: Domino (Domino)
- 2007: Next
- 2007: Engel im Schnee (Snow Angels)
- 2008: Deception – Tödliche Versuchung
- 2008: The 5th Commandment – Du sollst nicht töten (The Fifth Commandment)
- 2009: Der Fluch der 2 Schwestern (The Uninvited)
- 2009: Fast & Furious – Neues Modell. Originalteile. (Fast & Furious)
- 2011: World Invasion: Battle Los Angeles (Battle: Los Angeles)
- 2011: Fast & Furious Five
- 2012: Total Recall
- 2013: Fast & Furious 6
- 2015: Fast & Furious 7 (Furious 7)
- 2017: Fast & Furious 8 (The Fate of the Furious)
- 2019: Men in Black: International
- 2021: Conjuring 3: Im Bann des Teufels (The Conjuring: The Devil Made Me Do It)
- 2023: Die letzte Fahrt der Demeter (The Last Voyage of the Demeter)
- 2025: Mr. No Pain (Novocaine)